# Уиджа: Произходът на злото
„Уиджа: Произходът на злото“ (на английски: Ouija: Origin of Evil) е американски свръхестествен филм на ужасите от 2016 г. на режисьора Майк Фланаган, който е монтажист и съсценарист със Джеф Хауърд. Филмът е прелюдия на „Уиджа“ (2014) и в него участват Елизабет Рийсър, Аналис Басо и Хенри Томас.
„Уиджа: Произходът на злото“ е пуснат на 21 октомври 2016 г. от „Юнивърсъл Пикчърс“.